# Vitanová
Vitanová este o comună slovacă, aflată în districtul Tvrdošín din regiunea Žilina. Localitatea se află la altitudinea de 699 m deasupra n.m., se întinde pe o suprafață de 45,8 km2 și în 2017 număra 1.319 locuitori.

## Istoric
Localitatea Vitanová este atestată documentar din 1550.

## Demografie
| An:                | 1994 | 2004   | 2014   | 2024   |
| ------------------ | ---- | ------ | ------ | ------ |
| Număr de persoane: | 1187 | 1232   | 1297   | 1319   |
| Diferență:         |      | +3,79% | +5,27% | +1,69% |

| An:                | 2023 | 2024   |
| ------------------ | ---- | ------ |
| Număr de persoane: | 1314 | 1319   |
| Diferență:         |      | +0,38% |